# Sindaci di San Donà di Piave

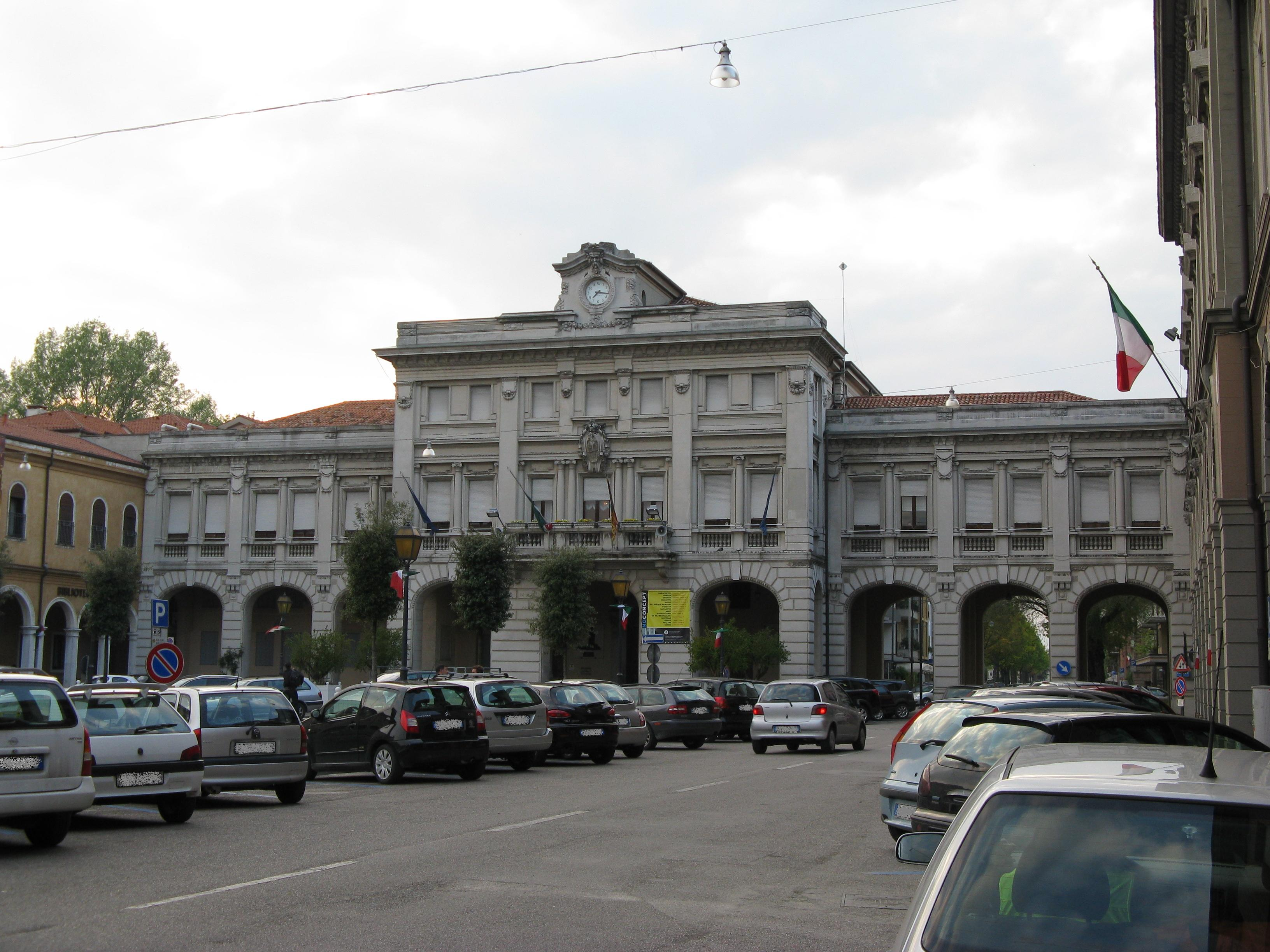
La sede comunale di San Donà.

Di seguito viene mostrata la cronotassi dei sindaci, podestà e commissari della città di San Donà di Piave a partire dal 1806. Sul sito del Ministero dell'Interno sono disponibili i dati di tutte le elezioni amministrative di San Donà dal 1988 ad oggi.

## Regno d'Italia (1805-1814)
Di seguito viene mostrata la lista, incompleta, delle prime personalità cittadine fino al 1808.
| Periodo | Periodo | Primo cittadino  | Partito | Carica  | Note  |
| ------- | ------- | ---------------- | ------- | ------- | ----- |
| 1806    | 1808    | Angelo Mantoani  | -       | Sindaco | [ 2 ] |
| 1808    | ?       | Pietro Augustini | -       | Sindaco | [ 2 ] |

## Regno d'Italia (1861-1946)
Di seguito viene mostrata la lista delle prime personalità cittadine dal 1866 al 1945.
| Periodo | Periodo | Primo cittadino             | Partito                       | Carica                  | Note   |
| ------- | ------- | --------------------------- | ----------------------------- | ----------------------- | ------ |
| 1866    | 1872    | Giuseppe Bortolotto         | -                             | Sindaco                 | [ 3 ]  |
| 1872    | 1897    | Marco Trentin               | -                             | Sindaco                 | [ 3 ]  |
| 1879    | 1882    | Lorenzo Janna               | -                             | Sindaco                 | [ 3 ]  |
| 1882    | 1885    | Giorgio Trentin             | -                             | Sindaco                 | [ 3 ]  |
| 1885    | 1891    | Francesco Bortolotto        | -                             | Sindaco                 | [ 3 ]  |
| 1891    | 1895    | Giorgio Trentin             | -                             | Sindaco                 | [ 3 ]  |
| 1895    | 1901    | Antonio Trentin             | -                             | Sindaco                 | [ 3 ]  |
| 1901    | 1909    | Giuseppe Callegher          | -                             | Sindaco                 | [ 3 ]  |
| 1909    | 1914    | Vincenzo Del Negro          | -                             | Sindaco                 | [ 3 ]  |
| 1914    | 1915    | Francesco Velluti           | -                             | Sindaco                 | [ 3 ]  |
| 1915    | 1917    | Giuseppe Bortolotto         | -                             | Sindaco                 | [ 3 ]  |
| 1917    | 1919    | Giuseppe Bortolotto         | -                             | Commissario prefettizio | [ 4 ]  |
| 1919    | 1920    | Ruggero Pedrotti            | -                             | Commissario prefettizio | [ 3 ]  |
| 1920    | 1920    | Giuseppe Bortolotto         | -                             | Commissario prefettizio | [ 3 ]  |
| 1920    | 1923    | Guido Guarinoni             | Partito Popolare Italiano     | Sindaco                 | [ 3 ]  |
| 1923    | 1925    | Costante Bortolotto         | Partito Nazionale Fascista    | Sindaco                 | [ 5 ]  |
| 1925    | 1926    | Giuseppe De Faveri          | -                             | Sindaco                 | [ 6 ]  |
| 1925    | 1927    | Arturo Sears                | Partito Nazionale Fascista    | Commissario prefettizio | [ 3 ]  |
| 1927    | 1933    | Costante Bortolotto         | Partito Nazionale Fascista    | Podestà                 | [ 7 ]  |
| 1933    | 1939    | Giovanni Battista Dall'Armi | Partito Nazionale Fascista    | Podestà                 | [ 8 ]  |
| 1939    | 1942    | Matteo Folco                | Partito Nazionale Fascista    | Podestà                 | [ 3 ]  |
| 1942    | 1943    | Paolo Perissinotto          | Partito Nazionale Fascista    | Commissario prefettizio | [ 3 ]  |
| 1943    | 1944    | Giovanni Gardini            | Partito Fascista Repubblicano | Commissario prefettizio | [ 9 ]  |
| 1944    | 1945    | Cesare Mancini              | Partito Fascista Repubblicano | Commissario prefettizio | [ 10 ] |
| 1945    | 1946    | Beniamino Feruglio          | Partito Comunista Italiano    | Sindaco                 | [ 11 ] |

## Repubblica Italiana (dal 1946)
| Nominativo                                           | Nominativo                                        | Partito / Coalizione                              | Periodo                                           | Elezione                                          |
| Sindaci eletti dal Consiglio comunale (1946-1994)    | Sindaci eletti dal Consiglio comunale (1946-1994) | Sindaci eletti dal Consiglio comunale (1946-1994) | Sindaci eletti dal Consiglio comunale (1946-1994) | Sindaci eletti dal Consiglio comunale (1946-1994) |
| ---------------------------------------------------- | ------------------------------------------------- | ------------------------------------------------- | ------------------------------------------------- | ------------------------------------------------- |
|                                                      | Celeste Bastianetto                               | Democrazia Cristiana                              | 1946-1952                                         | 1946                                              |
| 1951                                                 | Celeste Bastianetto                               | Democrazia Cristiana                              | 1946-1952                                         |                                                   |
|                                                      | Antonio Spada                                     | Democrazia Cristiana                              | 1952-1956                                         | (1951)                                            |
|                                                      | Giuliano Gusso                                    | Democrazia Cristiana                              | 1956-1960                                         | 1956                                              |
|                                                      | Franco Pilla                                      | Democrazia Cristiana                              | 1960-1969                                         | 1960                                              |
| 1964                                                 | Franco Pilla                                      | Democrazia Cristiana                              | 1960-1969                                         |                                                   |
|                                                      | Giampietro Furlan                                 | Democrazia Cristiana                              | 1969-1970                                         | (1964)                                            |
|                                                      | Giuliano Gusso                                    | Democrazia Cristiana                              | 1970-1972                                         | 1970                                              |
|                                                      | Massimiliano Orlando                              | Democrazia Cristiana                              | 1972-1976                                         | (1970)                                            |
| 1975                                                 | Massimiliano Orlando                              | Democrazia Cristiana                              | 1972-1976                                         |                                                   |
|                                                      | Carlo Trevisan                                    | Democrazia Cristiana                              | 1976-1980                                         | (1975)                                            |
|                                                      | Marco Pianon                                      | Democrazia Cristiana                              | 1980-1985                                         | 1980                                              |
|                                                      | Mario Cei                                         | Democrazia Cristiana                              | 1985-1990                                         | 1985                                              |
|                                                      | Alfeo Rizzetto                                    | Democrazia Cristiana                              | 1990                                              | 1990                                              |
|                                                      | Gabriella Zago                                    | Democrazia Cristiana                              | 1990-1992                                         | (1990)                                            |
|                                                      | Carlo Mazzanti                                    | Democrazia Cristiana                              | 1992-1993                                         | (1990)                                            |
|                                                      | Giansilvio Contarin                               | Democrazia Cristiana                              | 1993-1994                                         | (1990)                                            |
|                                                      | Giuseppe Garzoni (Commiss. prefettizio)           | -                                                 | 1994                                              | -                                                 |
| Sindaci eletti direttamente dai cittadini (dal 1994) |                                                   |                                                   |                                                   |                                                   |
|                                                      | Gianfranco Marcon                                 | Centro-destra (LN / LV)                           | 1994-1998                                         | 1994                                              |
|                                                      | Vasco Magnolato                                   | Centro-sinistra                                   | 1998-2003                                         | 1998                                              |
|                                                      | Francesca Zaccariotto                             | Centro-destra (LN / LV)                           | 2003-2013                                         | 2003                                              |
| 2008                                                 | Francesca Zaccariotto                             | Centro-destra (LN / LV)                           | 2003-2013                                         |                                                   |
|                                                      | Andrea Cereser                                    | Centro-sinistra                                   | 2013-2023                                         | 2013                                              |
| 2018                                                 | Andrea Cereser                                    | Centro-sinistra                                   | 2013-2023                                         |                                                   |
|                                                      | Alberto Teso                                      | Centro-destra                                     | 2023-in carica                                    | 2023                                              |